# 涙の連絡船
「涙の連絡船」（なみだのれんらくせん）は、1965年10月5日に発売された都はるみの11枚目のシングル。

## 解説
- 都はるみにとって前年に発売された『アンコ椿は恋の花』以来2作目となるミリオンセラーとなり、都は本楽曲で1965年の「第16回NHK紅白歌合戦」に紅白初出場を果たした。また、紅白では他にも1973年の「第24回NHK紅白歌合戦」と1982年の「第33回NHK紅白歌合戦」でも歌唱されており、合計3回歌唱されている。また、1982年の第33回では都にとって自身2回目となる紅組トリで歌唱された。
- 1990年時点での累計売上は155万枚[1][2]を記録。
- 都はるみがマドンナを演じた1983年公開の『男はつらいよ 旅と女と寅次郎 』ではこの曲がモチーフになっている。
- 森昌子は13歳で出場した『スター誕生!』第1回決戦大会で「涙の連絡船」を歌い、初代グランドチャンピオンに輝いた[3]。

## 収録曲
- 両楽曲共に、作詞：関沢新一／作曲・編曲：市川昭介

1. 涙の連絡船（4分43秒）
2. いじわる3番線（3分21秒）

## カバー
- 2017年 三山ひろし（アルバム『歌い継ぐ!昭和の流行歌VIII』収録）
- 2020年 怒髪天（トリビュートアルバム『都はるみを好きになった人～tribute to HARUMI MIYAKO～』収録）

## 映画
1966年3月19日、松竹により同名の映画が公開された。

### キャスト
- 香山美子
- 宗方勝巳
- 都はるみ
- 藤岡弘
- 松山英太郎
- 天田俊明
- 菅原文太
- 宗方奈美
- 林家珍平
- 田武謙三
- 十朱久雄
- 中村是好
- 大辻伺郎
- 長門勇